# 高弱
高弱，姜姓，高氏，齊國上卿高傒的後代、高宣子高固的孫子、齊大夫高無咎的兒子，中國春秋時期齊國的大夫。
前574年，齊國大夫慶克穿着婦人的衣服坐着輦車進入宮中，和齊靈公的母親聲孟子私通，而被鮑牽看見，告訴了國佐。國佐責備了慶克。慶克在家中久不出，告訴聲孟子國佐責備了他。齊靈公會盟後回國，聲孟子說留守臨淄的高無咎、鮑牽不接納歸國的國君，要另立公子角。齊靈公遂砍掉鮑牽的雙腳、驅逐高無咎，高無咎出走莒國。高無咎子高弱在盧城造反，齊靈公派慶克、崔杼去平叛，國佐從鄭國回來，到盧城前線，殺死慶克，高弱隨後投降。